# Pórtico del Paraíso

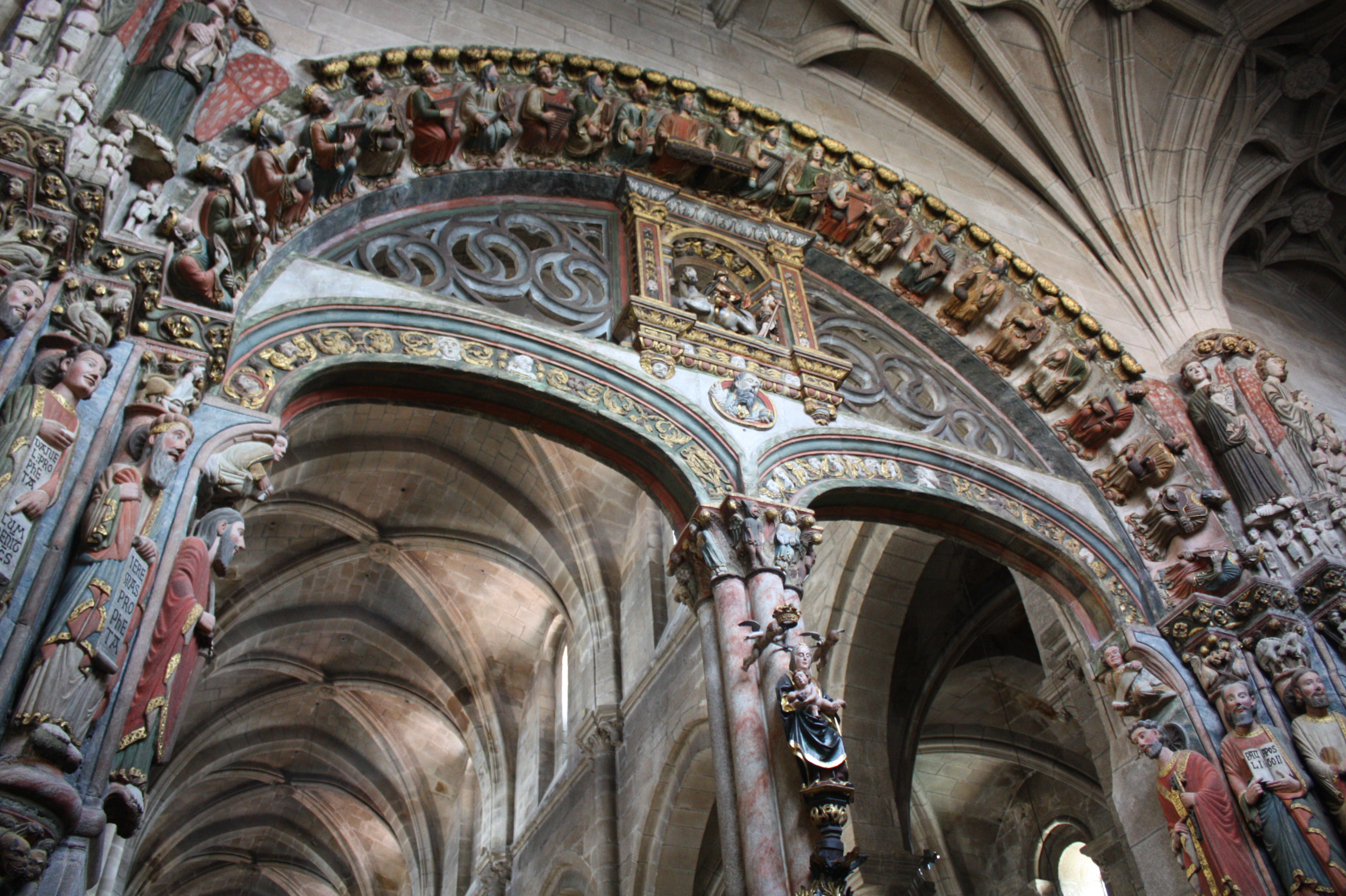
Pórtico del Paraíso.

El Pórtico del Paraíso de la catedral de Orense es el conjunto escultórico que da acceso, por la portada principal al templo. Fue construido en la primera mitad del siglo XIII, en tiempos del obispo Lourenzo (1218-1248), que fue quien terminó las obras de la catedral, y en cualquiera caso después de 1230. Destaca por la policromía que conserva, del siglo XVIII, y que fue restaurada en 2013, pero la contraportada carece de color.
Se ignora quién fue el autor o autores del pórtico. Ángel del Castillo lo atribuye a un maestro llamado Juan Evangelista: 

Tras la fachada principal... existe el llamado Pórtico del Paraíso, de principios del siglo XIII, es obra, al parecer, del maestro Juan Evangelista, (según inscripción de cierta figura de un ángel, encontrado hace unos años).

En realidad, esta inscripción, "Juan Evangelista fecit", figura en un ángel trompetero hoy conservado en el museo de la catedral y que nada tiene que ver con el pórtico, tal como acreditan expertos como Serafín Moralejo, Ramón Yzquierdo Perrín, Xosé Carlos Valle Pérez y Eduardo Carrero Santamaría, por lo que ya nadie apoya esa atribución.